# OR6C70
OR6C70 (англ. Olfactory receptor family 6 subfamily C member 70) – білок, який кодується однойменним геном, розташованим у людей на 12-й хромосомі. Довжина поліпептидного ланцюга білка становить 312 амінокислот, а молекулярна маса — 35 468.
| 10         |  | 20         |  | 30         |  | 40         |  | 50         |
| ---------- |  | ---------- |  | ---------- |  | ---------- |  | ---------- |
| MKNHTRQIEF |  | ILLGLTDNSQ |  | LQIVIFLFLL |  | LNCVLSMIGN |  | FTIIALILLD |
| SQLKTPMYFF |  | LRNFSFLEIS |  | FTTACIPRFL |  | ITIVTREKTI |  | SCNGCISQLF |
| FYIFLGVTEF |  | FLLAALSYDR |  | YVAICKPLRY |  | MSIMSNKVCY |  | QLVFSSWVTG |
| FLIIFTPLIL |  | GLNLDFCASN |  | IIDHFICDIS |  | LILQLSCSDT |  | HLLELIAFLL |
| AVMTLIVTLF |  | LVILSYSYII |  | KTILKFPSAQ |  | QKKKAFSTCS |  | SHMIVVSITY |
| GSCMFIYIKP |  | SANERVALSK |  | GVTVLNTSVA |  | PLLNPFIYTL |  | RNQQVKQAFK |
| AVFRKIFSAS |  | DK         |  |            |  |            |  |            |

A: Аланін

C: Цистеїн

D: Аспарагінова кислота

E: Глутамінова кислота

F: Фенілаланін

G: Гліцин

H: Гістидин

I: Ізолейцин

K: Лізин

L: Лейцин

M: Метіонін

N: Аспарагін

P: Пролін

Q: Глутамін

R: Аргінін

S: Серин

T: Треонін

V: Валін

W: Триптофан

Кодований геном білок за функціями належить до рецепторів, g-білокспряжених рецепторів, білків внутрішньоклітинного сигналінгу. 
Локалізований у клітинній мембрані, мембрані.